# 瓦康塔 (南达科他州)
瓦康塔（英語：Wakonda），是美国南达科他州下属的一座城市。根据2010年美国人口普查，该市有人口324人。论人口在本州排行第151。